# Plaika (Gemeinde Bergland)
Plaika ist ein Ort und eine Katastralgemeinde in der Gemeinde Bergland, Niederösterreich.
Das Dorf Plaika liegt an der Landesstraße L96, die knapp außerhalb von Plaika aus der Wiener Straße (B1) abzweigt. Plaika besteht noch aus Oberegging und Unteregging, den Weilern Berging, Krottenthal, Polln und Thalling sowie den Rotten Edichenthal und Hagenau.

## Geschichte
Im Franziszeischen Kataster von 1822 ist das Dorf mit einigen Gehöften verzeichnet. Laut Adressbuch von Österreich waren im Jahr 1938 in Plaika ein Gastwirt, eine Mühle samt Säge- und Elektrizitätswerk, eine Schneiderin und ein Schweinehändler ansässig.